# Nyitvatermő ősfák
A nyitvatermő ősfák (Cordaitopsida, Cordaitales) a toboztermők törzsének (Pinophyta) egy osztálya, illetve annak egyetlen rendje.

## A nyitvatermő ősfák besorolása
A nyitvatermő ősfák besorolása még ma sem tisztázott. Egyes kutatók szerint annyira közeli a kapcsolat a tűlevelűek (Pinopsida) és a nyitvatermő ősfák között, hogy elegendő őket a tűlevelűek egyik rendjének tekinteni (Cordaitales). Mások szerint a toboztermők egy külön osztályát (Cordaitopsida) képviselik.
A korábbi hagyományos rendszertanok a nyitvatermő ősfákat a nyitvatermők egyik osztályának tekintették, amikor a nyitvatermőket még egységes törzsnek tartották.

## A nyitvatermő ősfák evolúciója és rokonsága
A nyitvatermő ősfák valószínűleg a heterospórás előnyitvatermő-páfrányok (Archaeopterididae) alosztályából, azon belül is az Archeopteridales rendből származtathatók. Valamivel később alakulhattak ki, mint a magvaspáfrányok (Pteridospermatopsida), de nem azok leszármazottai, mint sokan hiszik. A kora karbonban alakultak ki, a késő karbonban hamar el is terjedtek, főleg a haraszterdők mögött, távolabb a mocsaraktól alkottak hatalmas kiterjedésű, zárt koronájú erdőket, sokszor társulva pikkely- és pecsétfákkal (Lepidodendoraceae, Sigillariaceae), nagyobb termetű magvaspáfrányokkal.
Az kora perm korban a mocsarak visszahúzódásával az ő számuk is csökkent, de mivel a virágtalan fák nagy része kihalt, a legjelentősebb növénycsoporttá váltak. Megjelentek a déli félgömb Glossopteris-flórájában is (Gondwana), bár itt kevésbé voltak jelentősek. A késő permben számuk megcsappant, majd a paleozoikum idő (óidő) végére teljesen kivesztek, az kora triászi társulásokban már nem is találhatjuk meg őket.
Nem haltak ki rokon nélkül. Egyrészt közeli rokonságukat alkotta a késő karbon – kora perm folyamán kialakuló ősfenyők (Voltziales) rendje és a  Vojnovskyales rend, amelyek később szintén kihaltak. A másik közeli rokoni águkat pedig a ma is elterjedt tűlevelűek (Pinales) rendje alkotja. 
Az itt említett négy rend (Cordaitales, Voltziales, Vojnovskyales és Pinales) természetes rokonsági (evolúciós, törzsfejlődési) és anatómiai egységet alkot. Indokolt volt ezért őket egy törzsben összevonni, amely a toboztermők vagy fenyőalakúak (Pinophyta vagy Conferophyta) nevet kapta.
Ezenkívül jóval távolabbról ugyan, de rokonságot mutat a nyitvatermő ősfákkal a páfrányfenyők (Ginkgophyta) törzse is.

## A nyitvatermő ősfák anatómiája
A nyitvatermő ősfák az óidő legmagasabb növényei voltak, elérték a 30–40 m-es magasságot is. Törzskerületük 2 m körül lehetett.

### Törzsszerkezet
A törzs belsejében fejlett, rekeszes központi bélszövet volt. Elsődleges fájuk (protoxylem) hozta létre az erősen fejlett másodlagos fát. Ebben évgyűrűket csak a déli féltekén, a Glossopteris-flórában élő nyitvatermő ősfákban találunk. Tracheidáikon (vízszállító sejtek) a mai Araucariafélékre (Araucariaceae) jellemző gödörkés sejtfalmegvastagodást figyeltek meg. Ez az ún. araukaroid gödörkézettség, mely azt jelenti, hogy a tracheidák gödörkéi egymást érik, és átellenes oldaluk ellapul, nem egy magasságban helyezkednek el, hanem váltakozva, több sorban. Ez a típusú gödörkézettség csak az óidei (paleozoikumi) famaradványokon fordul elő. Figyelemre méltó továbbá, hogy a gödörkéknek nincs középső vastagodásuk – ez a cikászokra (Cycasopsida) is jellemző.

### Levélzet
A nyitvatermő ősfák levelei tömött csokrokban álltak az ágvégeken, egyes típusoknál elérték az 1 m-t, szálas-lándzsás levelek voltak, szélességük alig érte el a 15 cm-t. Eleinte azt hitték, hogy ezek egyszikű pálmák levelei, mert párhuzamos levélerezetük van. Valójában azonban enyhe hegyesszögben ágaztak el, tehát a levél villás erezetű volt.

### Virágzat
A nyitvatermű ősfák kivétel nélkül egylaki növények voltak, egyivarú virágokkal, melyek nem az ágak csúcsán, hanem kissé lentebb helyezkedtek el. Ezeket a virágmaradványokat Cordaianthus néven foglalják össze. A virágok két sorban álló murvalevelekből (bractea) és azok hónaljában fejlődő, tobozszerű rövidhajtásokból (virágokból) álltak. A termős virágok 30 cm hosszúak, a porzós hímvirágok szórt állású, lándzsás, meddő és termőlevelekből álltak. Az utóbbiak csúcsán nyalábosan 4-6 felálló pollenzsákból álló csokor fejlődött. A pollenszemcsék oldalukon légzsákokat viseltek. A termős virágok tengelyén szórtan álltak az egyszerű vagy villás meddőpikkelyek, a csúcsán pedig – sok, négy vagy egy – keskeny termőlevél.
A nyitvatermő ősfák magva igen nagy volt, kétoldali szimmetrikus (szív alakú), keskeny vagy széles szárnyas szegélyük volt, melynek alapján több nyitvatermő ősfa nemzetséget lehet elkülöníteni.